# 取手市立取手第一中学校
取手市立取手第一中学校（とりでしりつ とりでだいいちちゅうがっこう）は、茨城県取手市にある公立中学校である。

## 沿革

### (旧)取手市立取手第一中学校
- 1947年(昭和22年)
  - 4月15日 - 学校教育法施行により、北相馬郡学校組合立取手中学校を創立、その日を創立記念日になる
  - 5月3日 - 取手町、小文間村、寺原村による1町2村組合中学校として、取手小学校井野教場及び分校(井野小学校)(現在の取手市立取手小学校)、小文間小学校(現在の取手市立取手東小学校)、寺原小学校(現在の取手市立寺原小学校)内に各教場を設置開校。取手中学校本部及び本校を取手町の井野教場とする
- 1952年(昭和27年)1月23日 - 北相馬郡学校組合立取手中学校寺原教場を北相馬郡寺原村大字寺田5147番地に移転する。
- 1955年(昭和30年)
  - 2月15日 - 取手町、小文間村、寺原村との町村合併及び北相馬郡学校組合の解散により、北相馬郡取手町立取手中学校と改称、小文間教場(分校)を本校の井野教場に収容
  - 3月1日 - 校歌を制定する
  - 9月1日 - 寺原教場が北相馬郡取手町立第二中学校(現取手市立取手第二中学校)として分離したため、井野教場を北相馬郡取手町立第一中学校と改称
- 1959年(昭和34年)5月1日-北相馬郡取手町立取手小学校から旧北相馬郡取手町立取手小学校井野教室(旧井野小学校)校舎及び校地を、譲り受ける。
- 1970年(昭和45年)10月1日 - 取手市制施行により、取手市立取手第一中学校と改称
- 1979年(昭和54年)4月1日 - 生徒増加により、取手市立取手東中学校が分離
- 2012年(平成24年)
  - 3月25日 - 閉校式(校旗返納式)を挙行する
  - 3月31日 - 取手市立取手東中学校との統合により閉校

### (旧)取手市立取手東中学校
- 1979年(昭和54年)4月1日 - 生徒増加により、取手市立取手第一中学校から分離して創立

※学区(通学区域)は、取手市立取手小学校学区(通学区域)の一部、取手市立小文間小学校学区(通学区域)全域、取手市立吉田小学校学区(通学区域)の全域、尚、井野二丁目の一部、井野三丁目、大字井野の一部(川戸沼、屋敷、井野)は、取手市立井野小学校、取手市立吉田小学校の協議学区(通学区域)のため、次の事に決定した、取手市立井野小学校を卒業した児童は、取手市立取手第一中学校に、取手市立吉田小学校を卒業した児童は、取手市立取手東中学校に進学する
(1979年(昭和54年)3月1日発行、広報とりで、記載)
- 1981年(昭和56年)2月25日 - 校歌制定する。取手市立取手東中学校創立記念日、4月30日
- 1984年(昭和59年)4月1日-取手市立井野小学校、取手市立吉田小学校の協議学区(通学区域)を解消して、指定する
  - 取手市立井野小学校、井野二丁目、井野三丁目
  - 取手市立吉田小学校、大字井野の一部(川戸沼、屋敷、井野)

※取手市立井野小学校学区(通学区域)は、取手市立取手第一中学校の、取手市立吉田小学校学区(通学区域)は、取手市立取手東中学校の学区(通学区域)となった
(1983年(昭和58年)12月15日発行、広報とりで、記載)
- 2012年(平成24年)
  - 3月24日 - 取手市立取手東中学校閉校式(校旗返納式)を挙行する
  - 3月31日 - 取手市立取手第一中学校との統合により閉校

### 取手市立取手第一中学校
- 2012年(平成24年)
  - 4月1日 - 取手市立取手第一中学校、取手市立取手東中学校が統合して、(新生)取手市立取手第一中学校として開校。
  - 校舎及び校地は、取手市吉田470番地、(旧取手市立取手東中学校跡地)。
  - 4月2日 - 校歌制定する
  - 4月6日 - (新生)取手市立取手第一中学校開校式(校旗授与式)を挙行する
  - 5月14日 - 校訓制定する(喜んで事に当たりましょう)
  - 6月1日 - 開校式典を挙行する、その日を創立記念日に制定する
- 2022年(令和4年)4月-統合開校満10周年を迎える

## 学校行事
- 4月 春休み·1学期始業式・入学式
- 5月
- 6月創立記念日
- 7月夏休み(下旬)
- 8月夏休み(全日)
- 9月体育祭
- 10月 1学期終業式・2学期始業式·文化祭
- 11月
- 12月冬休み(下旬)
- 1月冬休み(上旬)
- 2月立志式
- 3月 卒業式·2学期修了式·春休み·離任式

## 部活動

### 運動部
- 女子バレーボール部
- 男子バスケットボール部
- 女子バスケットボール部
- 男子テニス部
- 女子テニス部
- 野球部
- サッカー部
- 男子卓球部
- 男子剣道部
- 女子剣道部
- 水泳部

### 文化部
- 吹奏楽部
- 美術部
- 科学部

## 取手市立取手第一中学校跡地利用
- 2017年(平成29年)10月16日 - 2018年(平成30年)6月30日まで、旧取手第一中学校校舎解体工事。体育館、プール、グラウンドは残された。
- 2018年(平成30年)7月1日 - 2019年(令和元年)10月1日まで、取手市立井野なないろ保育所及び子育て支援センター新築工事。
- 2019年(令和元年)12月18日、取手市立井野なないろ保育所及び地域子育て支援センターを竣工。
- 2020年(令和2年)1月1日、取手市立吉田保育所と取手市立舟山保育所の統合保育所及び東部地域子育て支援センターの後継として、取手市立井野なないろ保育所及び地域子育て支援センターとして、開所した。クラウンドは開放されているものの、体育館とプールは使用されていない。

## 統合前の学校の位置
- 取手市立取手第一中学校
取手市井野三丁目15番1号(旧取手市大字井野(旧北相馬郡井野村大字青柳))
- 取手市立取手東中学校
取手市吉田470番地(旧取手市大字吉田470番地(旧北相馬郡井野村大字吉田))

## 学区(通学区域)
中央町·取手一丁目～三丁目·東一丁目～五丁目·東六丁目·台宿一丁目·台宿二丁目の一部·台宿·井野団地·井野一丁目の一部·井野二丁目·井野三丁目·小文間·吉田·長兵衛新田·青柳·青柳一丁目·井野の一部·桑原の一部·小堀·取手

## 取手市立取手第一中学校学区(通学区域)の小学校の変遷
- 1947年(昭和22年)
  - 北相馬郡取手町立取手小学校取手教場(取手小学校)(本校)
  - 北相馬郡取手町立取手小学校井野教場(井野小学校)(分校)
  - 北相馬郡小文間村立小文間小学校
  - 北相馬郡寺原村立寺原小学校
- 1952年(昭和27年)
  - 北相馬郡取手町立取手小学校取手教場(取手小学校)→北相馬郡取手町立取手第一小学校(取手小学校)
  - 北相馬郡取手町立取手小学校井野教場(井野小学校)→北相馬郡取手町立取手第二小学校(井野小学校)
- 1953年(昭和28年)
  - 北相馬郡取手町立取手第三小学校
- 1955年(昭和30年)
  - 北相馬郡小文間村立小文間小学校→北相馬郡取手町立小文間小学校
  - 北相馬郡寺原村立寺原小学校→北相馬郡取手町立寺原小学校
- 1958年(昭和33年)
  - 北相馬郡取手町立取手第一小学校(取手小学校)及び北相馬郡取手町立取手第二小学校(井野小学校)→北相馬郡取手町立取手小学校
  - 北相馬郡取手町立取手第三小学校→北相馬郡取手町立白山小学校
- 1969年(昭和44年)
  - 北相馬郡取手町立井野小学校
- 1970年(昭和45年)
  - 北相馬郡取手町立取手小学校→取手市立取手小学校
  - 北相馬郡取手町立白山小学校→取手市立白山小学校
  - 北相馬郡取手町立小文間小学校→取手市立小文間小学校
  - 北相馬郡取手町立寺原小学校→取手市立寺原小学校
  - 北相馬郡取手町立井野小学校→取手市立井野小学校
- 1977年(昭和52年)
  - 取手市立吉田小学校
- 1979年(昭和54年)
- 取手市立取手第一中学校学区(通学区域)
  - 取手市立取手小学校学区(通学区域)の一部
  - 取手市立白山小学校学区(通学区域)の一部(井野一丁目の一部、井野台一丁目~二丁目、台宿二丁目の一部)
  - 取手市立寺原小学校学区(通学区域)の一部(大字井野の一部、大字桑原の一部)
  - 取手市立井野小学校学区(通学区域)全域
- 取手市立取手東中学校学区(通学区域)
  - 取手市立取手小学校学区(通学区域)の一部
  - 取手市立小文間小学校学区(通学区域)全域
  - 取手市立吉田小学校学区(通学区域)全域
- 2012年(平成24年)
  - 取手市立取手第一中学校、取手市立取手東中学校の統合により、取手市立取手小学校学区(通学区域)を2つ分かれたのを一つに合わせて、学区(通学区域)変更
  - 取手市立取手第一中学校、取手市立取手東中学校の統合により、取手市立白山小学校の一部及び取手市立寺原小学校の一部の学区(通学区域)を取手市立取手第二中学校に学区(通学区域)変更

※新1年生から適用、新2年生、新3年生は、(新生)取手市立取手第一中学校に残留する
- 2015年(平成27年)
  - 取手市立小文間小学校、取手市立井野小学校、取手市立吉田小学校→取手市立取手東小学校
- 現在
  - 取手市立取手小学校
  - 取手市立取手東小学校

## 進学前小学校
- 取手市立取手小学校
- 取手市立取手東小学校

## 交通アクセス
- 取手駅から、徒歩で約30分
- 取手駅から、バス·徒歩で約11分